# Sucha Huta
Sucha Huta [ˈsuxa ˈxuta] (kaschubisch Sëchô Hëta, deutsch Trockenhütte) ist ein Dorf  der Gemeinde Przywidz (Mariensee), Powiat Gdański in Polen. Es liegt etwa 35 km südwestlich von Danzig an der Woiwodschaftsstraße Nr. 226. Hier verläuft auch der Schönecker Weg, ein grün gekennzeichneter Wanderweg (benannt nach der Stadt Schöneck (polnisch Skarszewy, kaschubisch Skarszewë bzw. Skarszewò)).

## Geschichte
Die Gegend gehörte seit 1466 zum polnisch-litauischen Preußen Königlichen Anteils. In den umliegenden Wäldern lebten bereits vereinzelt Aschenbrenner, Köhler und Glasmacher. Im 17. Jahrhundert litt Sucha Huta unter dem Polnisch-Schwedischen Krieg (1629) und dem Zweiten Nordischen Krieg (1655).
1772 kam Sucha Huta im Zuge der Ersten Teilung Polens zum Königreich Preußen, wo es Teil des neuen Kreises Stargard wurde. Ab 1818 gehörte Trockenhütte dann zum neuen Kreis Berent im Regierungsbezirk Danzig (Provinz Westpreußen). 1871 kam Trockenhütte als Teil Preußens an Deutschland.
Anderthalb Jahre nach dem Ersten Weltkrieg, im Januar 1920, wechselte Trockenhütte aufgrund der Bestimmungen des Versailler Vertrags zum Kreis Danziger Höhe und mit diesem 1920 bis 1939 zum Mandatsgebiet Danzig des Völkerbundes. 1939 annektierte das Dritte Reich in einem völkerrechtlich nicht anerkannten Akt das Mandatsgebiet und verleibte es dem neu errichteten besatzungsamtlichen Danzig-Westpreußen ein, zu dem Trockenhütte als Teil des neuen Landkreises Danzig bis Ende des Zweiten Weltkriegs gehörte.
Gegen Ende des Zweiten Weltkriegs wurde die Region im Frühjahr 1945 von der Roten Armee besetzt. Im Sommer 1945 übergab die sowjetische Besatzungsmacht gemäß dem Potsdamer Abkommen das Dorf zusammen mit dem ganzen Gebiet der Freien Stadt, ganz Hinterpommern und dem südlichen Ostpreußen in polnische Verwaltung. Für Trockenhütte wurde die polnische Ortsbezeichnung Sucha Huta eingeführt. Soweit die Einwohner deutscher Ethnizität nicht geflohen waren, wurden sie in der Folgezeit größtenteils aus Sucha Huta vertrieben.
In den Jahren 1975–1998 gehörte die Ortschaft administrativ zur Woiwodschaft Danzig.

## Söhne und Töchter des Ortes
- Klaus Rainer Röhl (1928–2021), deutscher Publizist und Autor